# ۲۹ دسامبر
۲۹ دسامبر سیصد و شصت و سومین (در سال‌های کبیسه سیصد و شصت و چهارمین) روز سال در گاه‌شماری میلادی است. ۲ روز تا پایان سال باقی‌است.

## رویدادها
- ۱۸۹۰ - کشتار زانوی زخمی
- ۱۹۱۱ - اعلام «سون یات سن» به عنوان اولین رئیس‌جمهور چین.
- ۱۹۱۱ - اعلام استقلال مغولستان از چین
- ۱۹۴۰ - آغاز به کار بخش فارسی رادیوی بی‌بی‌سی
- ۱۹۵۹ - متروی لیسبون آغاز به کار کرد.
- ۱۹۹۶ - با امضای پیمان صلح بین رهبران گواتمالا و سران گروه اتحادیه ملی انقلاب گواتمالا ۳۶ سال جنگ داخلی در این کشور پایان یافت.
- ۱۹۹۷ - هنگ کنگ برای جلوگیری از شیوع بیماری آنفولانزای مرغی شروع به کشتار بیش از یک میلیون و دویست و پنجاه هزار مرغ درون این کشور کرد.
- ۱۹۹۸ - رهبران خمرهای سرخ از اعمالشان در گذشته که موجب نسل‌کشی و گرفتن جان بیش از یک میلیون انسان شده بود عذرخواهی کردند.
- ۲۰۰۳ - با درگذشت آخرین سخنور زبان آکالا سامی این زبان منقرض شد.
- ۲۰۱۶ - ارتش عراق و نیروهای پلیس فدرال این کشور تحت حمایت هوایی نیروی هوایی عراق و ائتلاف بین‌المللی ضد داعش فاز دوم عملیات آزادسازی شهر کلیدی موصل در شمال عراق را از تصرف داعش آغاز کردند.

## زادروزها
- ۱۹۳۸ - جون ویت، بازیگر آمریکایی
- ۱۹۸۸ – جرارد گوهو، بازیکن فوتبال اهل ساحل عاج
- ۱۹۸۹ - جین لوی، بازیگر آمریکایی

## درگذشت‌ها
- ۷۲۱ - امپراتریس گمه‌ای، چهل و سومین فرمانروای ژاپن
- ۱۱۷۰ - تامس بکت، اسقف اعظم در کلیسای جامع کانتربری
- ۱۶۶۱ - مارک آنتوان ژیرار دو سن-امان، شاعر اهل فرانسه
- ۱۷۳۱ - بروک تیلور، ریاضیدان انگلیسی
- ۱۸۲۵ - ژاک لوئی داوید، نقاش فرانسوی
- ۱۸۷۷ – آدولفو آلسینا، حقوقدان و سیاستمدار اهل آرژانتین (ز. ۱۸۲۹)
- ۱۸۹۱ - لئوپولد کرونکر، ریاضی‌دان و منطق‌دان آلمانی
- ۱۸۹۴ - کریستینا روستی، شاعر انگلیسی.
- ۱۹۱۰ - رجینالد دورتی، ورزشکار مرد رشتهٔ تنیس اهل کشور بریتانیا
- ۱۹۸۶ - آندری تارکوفسکی، کارگردان و فیلمساز روسی
- ۲۰۲۲ - ادسون آرانتس دو ناسیمنتو مشهور به پله، بازیکن فوتبال
- ۲۰۲۴ - جیمی کارتر رئیس جمهور سابق آمریکا

## مناسبت‌ها
- روز قانون اساسی در کشور ایرلند
- روز بسکتبال